# Raphael Hayes
Pour les articles homonymes, voir Hayes.
Raphael Hayes est un scénariste américain né le 2 mars 1915 dans le quartier de Manhattan à New York (État de New York) et mort le 14 août 2010 à Arlington (Virginie)

## Biographie
Raphael Hayes mène une vie de bohème à New York, jusqu'à ce qu'un de ses amis lui propose d'écrire des dramatiques pour la radio. Il se tourne ensuite rapidement vers la télévision,.
Il se rend plus tard en Californie pour être sous contrat avec Columbia Pictures, il y retrouve son frère Alfred Hayes.

## Filmographie

### Cinéma
- 1956 : Représailles de George Sherman
- 1957 : No Time to Be Young (en) de David Lowell Rich
- 1959 : Hey Boy! Hey Girl! (en) de David Lowell Rich
- 1959 : Have Rocket, Will Travel (en) de David Lowell Rich
- 1962 : La Rue chaude de Edward Dmytryk
- 1964 : One Potato, Two Potato de Larry Peerce

### Télévision
- 1950-1955 : Cameo Theatre (2 épisodes)
- 1951 : Lights Out (1 épisode)
- 1951 : Crime Photographer (1 épisode)
- 1951 : Fireside Theatre (2 épisodes)
- 1951 : The Kate Smith Hour (1 épisode)
- 1951-1952 : Out There (2 épisodes)
- 1952 : Danger (1 épisode)
- 1952 : The Adventures of Ellery Queen (5 épisodes)
- 1952-1953 : Studio One (3 épisodes)
- 1952-1953 : Suspense (7 épisodes)
- 1954 : Kraft Television Theatre (1 épisode)
- 1954 : Crown Theatre with Gloria Swanson (1 épisode)
- 1954-1958 : The United States Steel Hour (3 épisodes)
- 1955 : Lux Video Theatre (1 épisode)
- 1958 : Steve Canyon (1 épisode)
- 1958 : Buckskin (1 épisode)
- 1958 : The Big Story (1 épisode)
- 1958-1959 : Sugarfoot (3 épisodes)
- 1959 : Deadline (1 épisode)
- 1960 : Riverboat (4 épisodes)
- 1960 : The Alaskans (1 épisode)
- 1960 : Pony Express (1 épisode)
- 1960 : Zane Grey Theater (1 épisode)
- 1961 : Échec et mat (1 épisode)
- 1961-1962 : Laramie (3 épisodes)
- 1962 : 87th Precinct (1 épisode)
- 1962 : Rawhide (1 épisode)
- 1962 : Ben Casey (1 épisode)
- 1963 : Les Accusés (1 épisode)
- 1964 : Voyage au fond des mers (1 épisode)
- 1964 : The Great Adventure (3 épisodes)
- 1964 : Breaking Point (1 épisode)
- 1965-1969 : Daniel Boone (13 épisodes)
- 1969 : Le Grand Chaparral (1 épisode)

## Nominations
- Oscars du cinéma 1965 : Nomination pour l'Oscar du meilleur scénario original (One Potato, Two Potato)